# 68e régiment d'infanterie (France)
Pour les articles homonymes, voir 68e régiment.
Le 68e régiment d'infanterie (68e RI) est un régiment d'infanterie de l'Armée de terre française créé sous la Révolution à partir du régiment de Beauce, un régiment français d'Ancien Régime.

## Création et différentes dénominations
- 1673 : Création : Régiment d'Huxelles.
- 1675 : Régiment de Plessis-Bellières.
- 1692 : Régiment de Montsoreau.
- 1705 : Régiment de Vaudreuil.
- 1706 : Régiment de Sourches.
- 1718 : Régiment de Saint-Simon.
- 1734 : Régiment de Puyguyon.
- 1742 : Régiment de Revel.
- 1745 : Régiment de Talaru.
- 1749 : Renforcé par incorporation du Régiment de Beauce.
- 1758 : Régiment d'Aumont-Mazarin.
- 1763 : Régiment de Beauce.
- 1791 : 68e régiment d'infanterie de ligne
- 1793 : 68e demi-brigade de bataille
- 1796 : 68e demi-brigade d'infanterie de ligne
- 1803 : dissolution
- 1840 : nouvelle formation du 68e régiment d'infanterie de ligne
- 1887 : renommé 68e régiment d'infanterie
- 1914 : Donne naissance au 268e régiment d'infanterie.
- 1920 : Dissolution du régiment.
- 1939 : 68e régiment d'infanterie de forteresse.
- 1940 : dissolution

## Colonels/Chef de brigade
- 1791 : Louis Antoine Choin de Montgay, marquis de Montchoisy[Note 1]
- 1794 - 1803 : chef de brigade Jules Alexandre Léger Boutroue

- 1840 - 1847 : colonel Aimé-Léonard Lapeyre
- 1847 - 1852 : colonel Alexis-Joseph-Ambroise de Leyritz
- 1852 - 1855 : colonel Marie-Théodore Perigot
- 14 mars - 7 novembre 1855 : colonel Ernest-Adrien Liebert
- 1855 - 1865 : colonel comte Adolphe-Gustave de Chanaleilles
- 1865 - 1870 : colonel François-Justin Paturel (promu général de brigade le 25 août)
- août 1870 : lieutenant-colonel François-Eugène-Désiré Paillier (tué le 30 août 1870 à la bataille de Beaumont)
- 20 décembre 1870 - 13 décembre 1871 : colonel François Pittié
- 1871 - 1879 : colonel Pierre-Antoine-Jules Dardier
- 1879 - 1883 : colonel Jean-Athanase Boyer
- 1883 - 1889 : colonel Claude-Louis-Eugène-Hippolyte Michel
- 1889 - 1894 : colonel Jean Guillomet
- 1894 - 1897 : colonel Jules Lebourg
- 1897 - 1906 : colonel Marcel-Henry de Morineau
- 1906 - 1908 : colonel Jean-Louis Thomas
- 1908 - 1912 : colonel Eugène-Charles-Louis Cauchois
- 24 septembre 1912 - 06 septembre 1914 : colonel Nicolas-Pierre-Alphonse Génot
- 1914 : lieutenant-colonel Goureau
- 1914 : chef de bataillon Bardollet
- 1914 : lieutenant-colonel Payerne
- 1914 : lieutenant-colonel Lapierre
- 1915 : lieutenant-colonel Somon
- 1915 : lieutenant-colonel Douce
- 1916 : lieutenant-colonel Odent
- 1916 : lieutenant-colonel Douce
- 1916 : chef de bataillon Labbé
- 1916 : lieutenant-colonel Douce
- 1917 : colonel Havard
- 1918 : chef de bataillon Ménard
- 1918 : Capitaine Troupeau
- 1918 : lieutenant-colonel Rosset
- 1918 : lieutenant-colonel Laqueux
- 1918 : lieutenant-colonel Rosset
- 1918 : lieutenant-colonel Burtschell

## Historique des garnisons, combats et batailles du68eRI

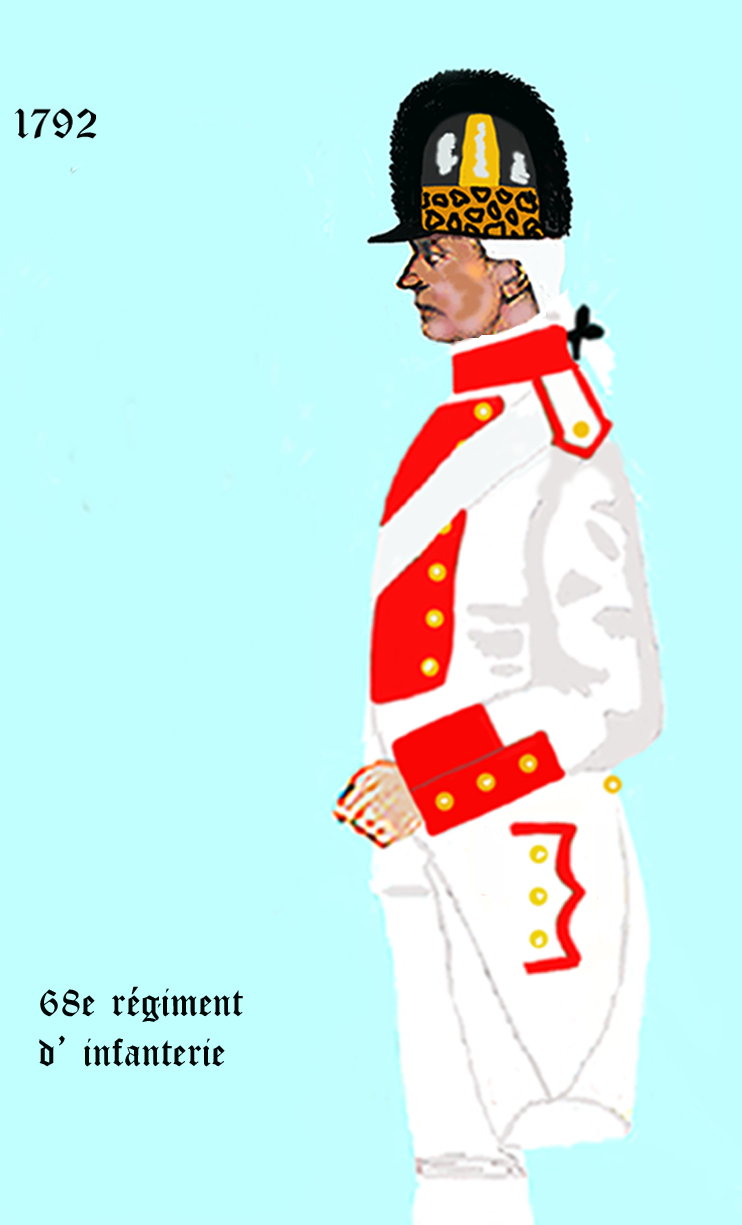
Uniforme du régiment par décret d'application de 15 janvier 1792

### Guerres de la Révolution et de l'Empire

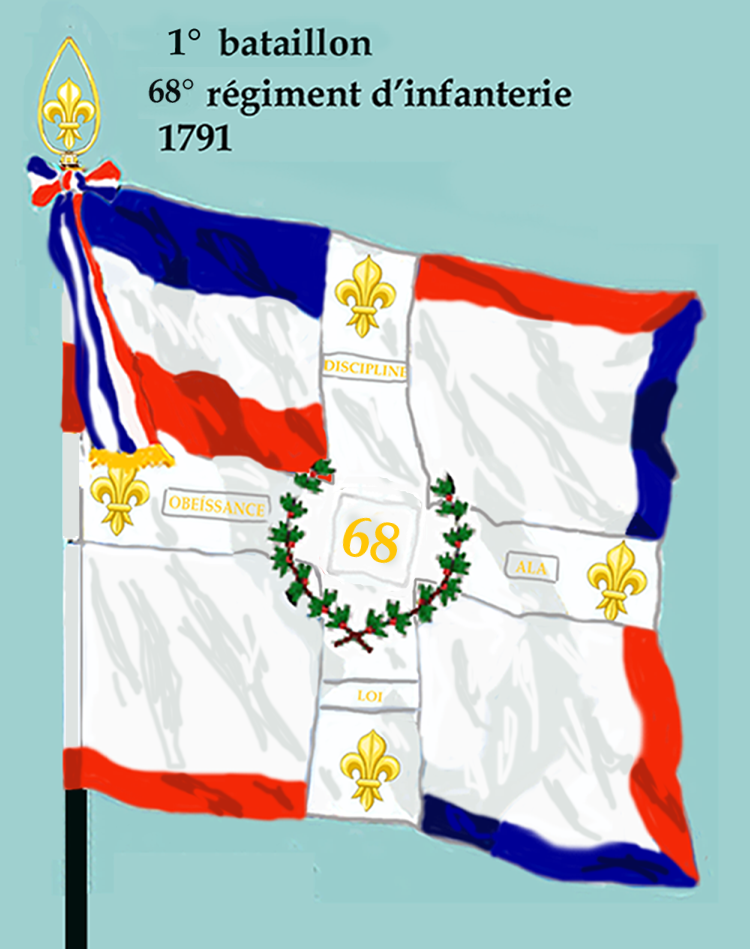
Drapeau du 1er bataillon du 68e régiment d'infanterie de ligne de 1791 à 1793
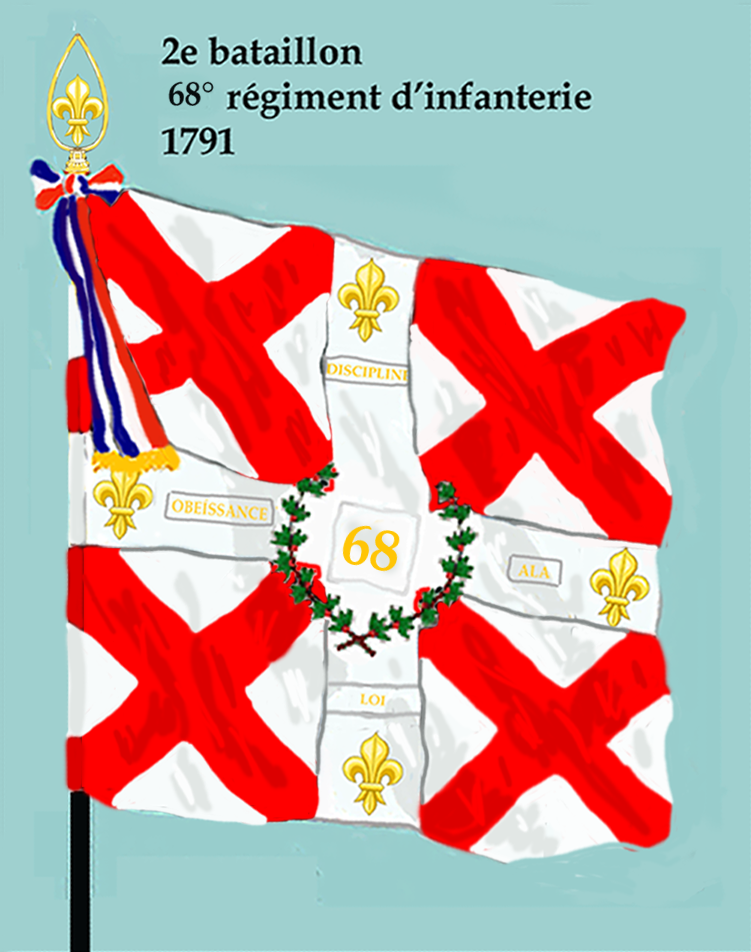
Drapeau du 2e bataillon du 68e régiment d'infanterie de ligne de 1791 à 1793

En janvier 1791, le 2e bataillon du 68e embarqua à Brest pour aller en Louisiane. Il se révolta à bord et se fit conduire à la Martinique. Le gouverneur refusa de le recevoir, le renvoya en France où il arriva le 11 juin à Cherbourg.
1792
- Combat de Quiévrain (1er bataillon)

1794
- Armée du Nord

1796
- Armée du Rhin

1799-1800
- Campagne d'Italie

1801
- Le 1er bataillon de la 68e demi-brigade embarque pour l'Expédition de Saint-Domingue où il est anéanti.

1803
- Les deux bataillons restants de la 68e demi-brigade sont versés dans les rangs du 56e régiment d'infanterie de ligne lors du rétablissement des régiments. Aucun régiment portant le numéro 68 n'est reformé.

### 1815 à 1852
Le 68e régiment d'infanterie de ligne est recréé par une ordonnance royale du 29 septembre 1840.
- Il est en garnison à la (Caserne de Perrache) à Lyon en 1848.

En 1849, il fait partie du corps expéditionnaire de la Méditerranée envoyé combattre la République romaine et participe au siège de Rome.

### Second Empire
- Par décret du 2 mai 1859 le 68e régiment d'infanterie fournit une compagnie pour former le 101e régiment d'infanterie de ligne.

Le 1er août 1870, le 68e régiment d'infanterie de ligne fait partie de l'armée du Rhin puis, à partir du 17, de l'armée de Châlons. Avec le 30e régiment d'infanterie de ligne du colonel Wirbel, ils forment la 2e brigade du général de Fontanges.
Cette 2e brigade, associée à celle du général Abatucci, deux batteries de 4 et une de mitrailleuses ainsi qu'une compagnie du génie constituent la 3e division d'infanterie (général Guyot de Lerspart) du 5e corps d'armée des généraux de Failly et Wimpfen.
Durant la guerre franco-allemande de 1870, le 68e de ligne participe notamment :
- aux combats du siège de Bitche
- 29 août : combat de Bois-des-Dames
- 30 août : bataille de Beaumont où il perd son chef de corps le lieutenant-colonel Pallier.

Le 17 novembre 1870 eut lieu le combat de Torçay où fut engagée une compagnie de marche du 68e de ligne qui composait le 36e régiment de marche[réf. nécessaire]. Le 6 janvier 1871, la compagnie de marche du 68e de ligne qui composait le 36e régiment de marche est engagé dans l'affaire du Gué-du-Loir[réf. nécessaire].

### 1871 à 1914
Formé à l'armée du Nord pendant la guerre puis engagé à Paris contre les Communards, le 68e régiment de marche fusionne le 11 avril 1871 dans le 68e régiment d'infanterie de ligne. Le nouveau 68e de ligne est ensuite engagé dans les combats de la Semaine sanglante.

### Première Guerre mondiale
Le 68e RI casernement: Le Blanc ; Issoudun ; 33e Brigade d'Infanterie; 17e Division d'Infanterie ; 9e Corps d'Armée.(constitution trois Bataillons)

Portion centrale et 3e Bataillon : Le Blanc.

Portion principale: Issoudun.

#### 1914
- Houdremont, Berthoncourt,
- Bataille des Marais de Saint-Gond, St-Julien d'Ypres, Château d'Hoodge, Zonnebecke.

#### 1915
- Loos, Fosse Calonne, Neuville-St-Vaast, Vailly, Loos.

#### 1916
- Bois-en-Hâche, Cote 140, Verdun : Cote 304, Champagne: Bois F., Somme : Sailly-Saillisel, Mesnil-en-Arrouaise.

#### 1917
- Offensive du 16 avril, ferme d'Hurtebise, Moulin-Roge, caverne du Dragon, Lorraine.

#### 1918
- Picardie, Ferme Anchin, Cote 104, Chauvoncourt, Les Paroches, La Vesle, Montécouvé, L'Ailette, La Souche, La Serre, La Brune, Le Thon.

### Entre-deux-guerres
Dissolution en 1920.
« Par la circulaire ministérielle no 14707 1/11 du 6 février 1920, le 68e régiment d'infanterie est dissout. Le 90e régiment d'infanterie de Châteauroux est chargé de supporter l'apurement des dettes et des créances du 68e » Sources Instruction ministérielle du 22 septembre 1920.

### Seconde Guerre mondiale
Le 68e RI est formé le 22 août 1939 sous le nom de 68e régiment d'Infanterie de Forteresse. Il appartient au secteur fortifié de Haguenau. De réserve A, RIF type Metz-Lauter ; il est mis sur pied par le CMI 202.
unité combattante du 10 mai au 25 juin 1940
Le 68e RI est recréé le 16 octobre 1944 au sein des forces françaises de l'intérieur de l'Indre. Ses trois bataillons sont formés par les bataillons Dubreuil, Dupleix et Dupas du groupe Indre-Est, du Corps-franc de Châteauroux et du bataillon Raymond (commandant Riouallon) d’Argenton-sur-Creuse[réf. souhaitée]. Ce numéro n'est que provisoire et l'unité est régularisée comme 5e BCP, mis sur pied le 1er janvier 1945 à Châteauroux et au Blanc, aux ordres du commandant Stabler[réf. souhaitée].

## Drapeau
Il porte, cousues en lettres d'or dans ses plis, les inscriptions suivantes :
- Valmy 1792
- Jemmapes 1792
- Nimègue 1794 (en)
- Le Wahal 1795[6],[7]
- Kabylie 1857
- Ypres 1914
- Verdun 1916
- Soissonnais 1918

## Décorations décernées au régiment
Sa cravate est décorée de la croix de guerre 1914-1918 avec deux citations à l'ordre de l'Armée puis à l'ordre du Corps d'Armée.

 Il a le droit au port de la fourragère aux couleurs au ruban de la Croix de guerre 1914-1918.

## Personnages célèbres ayant servi au68eRI
- Michel Girardot (1759-1800)

## Sources et bibliographie
- Victor Belhomme, Histoire de l'infanterie en France, t. 5, Henri Charles-Lavauzelle, 1902 (lire en ligne).
- Recueil d'Historiques de l'Infanterie Française (Général Andolenko - Eurimprim 1969).
- Historique succinct du 68e regiment d'infanterie, Eds Charles-Lavauzelle, 1893.
- Historique du 68e régiment d'infanterie pendant la guerre 1914-1918, Nancy-Paris-Strasbourg, Imp. Berger-Levrault, 1919.